# خالد بن سعید
خالد بن سعید (عربی: خالد بن سعید) یکی از اصحاب محمد بود که در هجرت به حبشه شرکت داشت.